# W. Sterling Cole

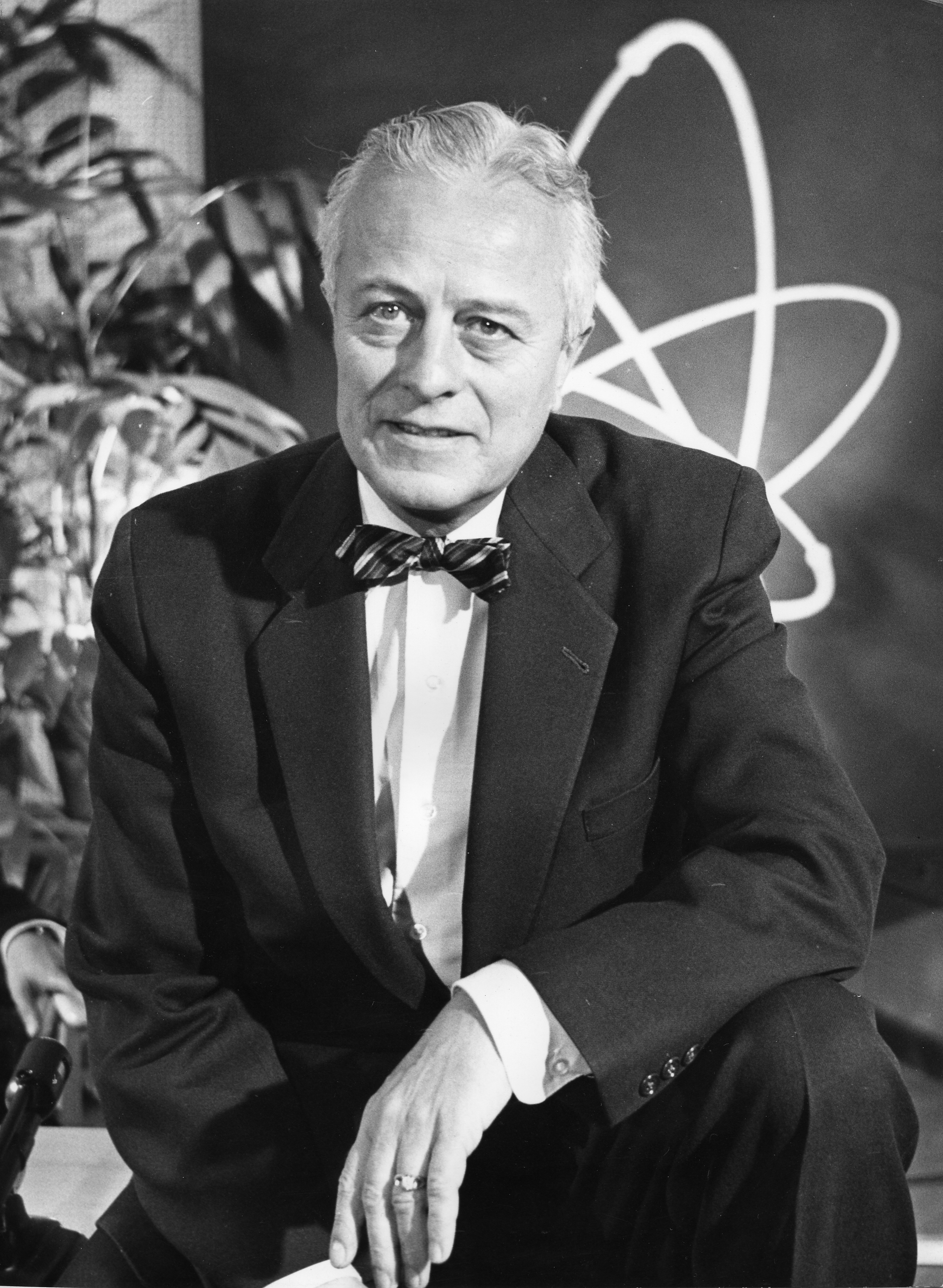
W. Sterling Cole

William Sterling Cole (Painted Post, New York, 18 april 1904 - Washington D.C., 15 maart 1987) was een Amerikaanse republikeinse politicus. Na zijn studies - aan de Colgate University en de Albany Law School - werd Cole lid van het Huis van Afgevaardigden, voor de staat New York van 1934 tot 1957.

## IAEA
In 1957 werd hij de eerste directeur-generaal van het Internationaal Atoomenergie Agentschap (IAEA). Een organisatie, binnen de Verenigde Naties, die waakt over het vreedzaam gebruik van de nucleaire technologie. Tevens een forum voor wetenschappelijke en technische samenwerking tussen de verschillende lidstaten. Hij bleef in functie tot 1961.